# Damien Girard (cycliste)
Pour les articles homonymes, voir Girard (patronyme) et Damien Girard.
Damien Girard, né le 14 décembre 2001,, est un coureur cycliste français. Il est membre de l'équipe Nice Métropole Côte d'Azur.

## Biographie

### Carrière amateur
Damien Girard participe à ses premières compétitions cyclistes sous les couleurs de l'UC Vendôme. Il intègre ensuite le Peltrax-CS Dammarie-lès-Lys en région parisienne, sur les conseils de son entraîneur Samuel Plouhinec. Bon coureur régional, il s'impose à vingt-sept reprises dans les rangs cadets (moins de 17 ans). L'année suivante, il monte en catégorie juniors et gagne neuf courses, dont trois au niveau fédéral.
En 2019, il court d'abord au VC Pays de Loudéac, puis au CM Aubervilliers 93 à partir du mois d'aout. Décrit comme un « puncheur-grimpeur », il se distingue au niveau national en obtenant de nouvelles victoires et divers accessits. Il connaît également sa première sélection en équipe de France pour le Tour du Pays de Vaud, manche de la Coupe des Nations Juniors, qu'il finit à la 18e place. Après ses bons résultats, il est recruté en 2020 par le CC Nogent-sur-Oise, qui évolue en division nationale 1. 
Lors de la saison 2022, il remporte le classement général du Tour Nivernais Morvan, sa première victoire au plus haut niveau amateur. Il se classe par ailleurs deuxième du championnat des Hauts-de-France du contre-la-montre derrière son coéquipier Romain Bacon.

### Carrière professionnelle
Damien Girard passe finalement professionnel en 2023 au sein de la formation Nice Métropole Côte d'Azur, qui possède une licence continentale. Il effectue sa reprise au mois de février sur l'Étoile de Bessèges-Tour du Gard. Au printemps, il participe à diverses échappées au Tro Bro Leon, aux Quatre Jours de Dunkerque et au Tour des Apennins.
En 2024, il remporte la 4e étape du Tour du Maroc et obtient à cette occasion sa première victoire chez les professionnels.

## Palmarès
- 2018
  - 1re étape de La Cantonale Juniors
- 2019
  - Ronde du Printemps
  - Tour du Canton de Montguyon
  - 1re étape de Jugon-les-Lacs Arguenon-Vallée Verte
  - 3e de la Route d'Éole
- 2021
  - 2e du Grand Prix d'Oradour-sur-Vayres
  - 2e du Grand Prix de La Roche-aux-Fées
  - 2e du Chrono Châtelleraudais
  - 3e d'Anjou Pays de la Loire Espoirs
  - 3e du Grand Prix de Saint-Michel-de-Chavaignes
- 2022
  - Classement général du Tour Nivernais Morvan
  - 2e du Grand Prix Roland Chollet
  - 2e du championnat des Hauts-de-France du contre-la-montre
- 2024
  - 4e étape du Tour du Maroc